# Откёр, Луи
Луи-Эжен-Жорж Откёр (фр. Louis-Eugène-Georges Hautecœur, 11 июня 1884, Париж — 17 ноября 1973, там же) — французский историк и теоретик искусства, государственный деятель, педагог.

## Биография
Уроженец Парижа, с 1905 года Луи Откёр учился в Высшей нормальной школе (l'École normale supérieure). С дипломом по истории (1908) стал членом Французской школы в Риме (l'École française de Rome, 1908—1910). В 1912 году получил степень доктора филологии. В 1909 году Луи Откёр был ответственным от Академии надписей и изящной словесности (l’Académie des inscriptions et belles lettres) за археологические и исторические изыскания в Тунисе. Затем, в 1910—1911 годах, преподавал в лицее Лана (Lycée de Laon).
В 1911—1913 годах Луи Откёр читал лекции по истории Франции во Французском институте в Санкт-Петербурге, организованном Полем Думером и первым директором института, известным историком искусства Луи Рео. Затем преподавал в лицее Амьена. Мобилизованный во время Первой мировой войны, Луи Откёр служил младшим лейтенантом в 152-й пехотной «колониальной дивизии», затем был назначен в военное министерство (в службу союзных армий), был председателем Совета (1916—1918) и в этой должности направлен начальником службы дипломатической информации в Лугано (1917).
После войны Откёр был профессором истории искусств в Канском университете (1919—1931) и в Школе Лувра (1920—1940), заведовал кафедрой истории архитектуры в Школе изящных искусств (l'École des beaux-arts) в Париже (1920—1940). В те же годы он продолжал карьеру куратора и чиновника в Управлении изящных искусств, был заместителем хранителя отдела картин Лувра (1919—1927), хранителем Люксембургского музея (1927—1937), директором Музея изобразительных искусств в Египте (1927—1931), делегатом в Комиссию по интеллектуальному сотрудничеству Лиги Наций (1929), генеральным комиссаром от Франции на Венецианской биеннале (1932—1938).
В 1922—1939 годах Луи Откёр работал главным редактором архитектурного журнала «Revue L’Architecture». На Всемирных выставках 1925 и 1937 годов Откёр был членом отборочной комиссии по секции архитектуры, курировал строительство Пале-де-Токио (Palais de Tokyo) — Музея современного искусства в Париже, который он возглавлял с 1937 по 1940 год.
Во время войны, в июле 1940 года Луи Откёр был назначен Генеральным директором управления изящных искусств, заменив Жоржа Юисмана (Georges Huisman), не принявшего правительство Виши. В 1941 году Откёра направили полномочным представителем в Испанию для переговоров об обмене произведениями искусства. В 1941—1944 годах он был Государственным советником.
По приказу Германа Геринга был уволен за «постоянный отказ от сотрудничества». Восстановлен в должности Генерального секретаря изящных искусств 19 апреля 1946 года. В том же году стал профессором истории искусств Женевского университета (1946—1949).
Луи Откёр с 1955 года был бессменным секретарём Академии изящных искусств (l’Académie des beaux-arts), президентом Французского комитета по истории искусства (Comité français d’histoire de l’art: CFHA), членом Комиссии по историческим памятникам, вице-президентом Комиссии Старого Парижа, первым директором журнала «Художественное обозрение» (Revue de l’art), основанного Андре Шастелем. Луи Откёр с 1931 года был членом Академии Святого Луки, членом Общества истории французского искусства и его президентом в 1932, 1955, 1959 годах, членом Академии архитектуры (с 1958 года) и Королевской бельгийской академии (с 1959 года), Командором Ордена Почётного легиона (1938), Кавалером Большого креста ордена Изабеллы Католички, Великим офицером ордена Короны Италии, кавалером ордена Святого Саввы, Мальтийского ордена (l’Ordre de Malte), великим офицером короны Италии (grand officier de la Couronne d’Italie), Гранд-офицером ордена Нила, короны Румынии, обладателем ордена Франциска, был членом Ассоциации защиты памяти маршала Петена.

## Вклад в историю и теорию искусства
Специалист по истории классического французского искусства, Луи Откёр опубликовал большое количество работ, посвящённых архитектуре, живописи и искусству в целом, от Средневековья до современности. Он также публиковал работы по искусству стран Востока («Каирские мечети», 1932). Его основное исследование называется «История классической архитектуры во Франции» (издавалось в 1943—1957 годах в 12 томах и 7 книгах; переиздание опубликовано в 1960-х годах). Влиятельными в своё время были издания «Классическая архитектура Санкт-Петербурга конца XVIII века» и уникальная работа: «Ритм и возрождение античности в конце XVIII века».
В этих публикациях Луи Откёр выступал не только в качестве историка архитектуры, но и теоретика искусства классицизма и неоклассицизма. Его основная концепция в отношении французского искусства заключается в том, что Франция — это страна, в которой классицистическая традиция, прежде всего в архитектуре, никогда не прерывалась; в разные века она лишь приобретала различные формы. Концепция спорная, но замечательная своим пассеизмом и, одновременно, пафосом, устремлённым в будущее. В «Истории классической архитектуры во Франции» концепция Откёра наиболее убедительно аргументирована в томах «Стиль Людовика XVI» (1952) и «Революция и Империя» (1953).
Луи Откёр проштудировал огромное количество источников: исторических хроник, биографических справок, документов по строительству зданий. Каждому из архитекторов он посвятил отдельный очерк. На такой многообразной фактологической основе он сделал вывод, что «в неоклассическом искусстве происходит не только обращение к рациональности, но и возобновление характерной для XVIII века чувственности. Между этими двумя тенденциями нет какого-либо противоречия, поскольку Разум есть нечто „врождённое“, а Природа неизменно „добра“. Руководствоваться правилами античного искусства — это означает припасть одновременно к источникам разума и чувственности, пролагающей путь к природе».
Отдельный труд Откёр посвятил проблеме символизма архитектурных форм: «Мистика и архитектура: символика круга и купола» (1954).
Наиболее ярким воплощением романтического классицизма Откёр считал творчество живописца Жака Луи Давида, которому он посвятил обстоятельную монографию (1954).

## Основные публикации
- Рим и возрождение античности в конце XVIII века (Rome et la renaissance de l’antiquité à la fin du XVIIIe siècle), 1912
- Жан-Батист Грёз (Jean-Baptiste Greuze), 1913
- Мадам Элизабет Виже-Лебрен (Madame Élisabeth Vigée Le Brun), 1920
- Лувр и Тюильри (Le Louvre et les Tuileries), 1924
- Размышления о современном искусстве (Considérations sur l’art d’aujourd’hui), 1929
- Люксембургский национальный музей. Каталог картин и скульптур (Musée national du Luxembourg. Catalogue des peintures et sculptures), 1931
- Итальянские примитивы (Les primitifs italiens), 1931
- Об архитектуре (De l’Architecture), 1938
- Литература и живопись во Франции с XVII по XX век (Littérature et peinture en France du XVII au XX siècle), 1942
- История классической архитектуры во Франции (Histoire de l’architecture classique en France), 1943—1957
- Художники семейной жизни (Les Peintres de la vie familiale), 1945
- Изобразительное искусство во Франции: прошлое и будущее (Les beaux-arts en France, passé et avenir), 1948
- Эдуар Кастр (Édouard Castres), 1950
- Мистика и архитектура: символика круга и купола (Mystique et architecture : symbolisme du cercle et de la coupole), 1954
- Диего Веласкес: 1599—1660 (Diego Vélasquez: 1599—1660), 1954
- История искусства: в 3-х т. (Histoire de l’Art), 1959
- Во времена Людовика XIV (Au temps de Louis XIV), 1967
- Париж: в 2-х т. (Paris), 1972
- Художник и его произведение: очерк художественного творчества (L’Artiste et son œuvre : essai sur la création artistique), 1972—1973
- Жорж Сёра (Georges Seurat), 1974
- Архитектура и организация музея (Architecture et aménagement des musées), 1993